# Valentí Massana
Valentí Massana Gracia (Viladecans, 5 luglio 1970) è un ex marciatore spagnolo, campione mondiale della 20 km a Stoccarda 1993.

## Record nazionali

### Seniores
- Marcia 50 km: 3h38'43" ( Orense, 20 marzo 1994)

## Palmarès
| Anno | Manifestazione    | Sede       | Evento         | Risultato | Prestazione | Note |
| ---- | ----------------- | ---------- | -------------- | --------- | ----------- | ---- |
| 1987 | Europei juniores  | Birmingham | Marcia 10000 m | Argento   | 41'26"51    |      |
| 1988 | Mondiali juniores | Sudbury    | Marcia 10000 m | Argento   | 41'33"95    |      |
| 1989 | Europei juniores  | Varaždin   | Marcia 10000 m | Oro       | 40'14"17    |      |
| 1990 | Europei           | Spalato    | Marcia 20 km   | 5º        | 1h23'53"    |      |
| 1991 | Mondiali indoor   | Siviglia   | Marcia 5000 m  | 5º        | 19'08"79    |      |
| 1991 | Mondiali          | Tokyo      | Marcia 20 km   | 5º        | 1h20'29"    |      |
| 1992 | Giochi olimpici   | Barcellona | Marcia 20 km   | dq        | dq          |      |
| 1993 | Mondiali          | Stoccarda  | Marcia 20 km   | Oro       | 1h22'31"    |      |
| 1994 | Europei           | Helsinki   | Marcia 20 km   | Bronzo    | 1h20'39"    |      |
| 1995 | Mondiali          | Göteborg   | Marcia 20 km   | Argento   | 1h20'23"    |      |
| 1996 | Giochi olimpici   | Atlanta    | Marcia 20 km   | 20º       | 1h24'14"    |      |
| 1996 | Giochi olimpici   | Atlanta    | Marcia 50 km   | Bronzo    | 3h44'19"    |      |
| 1998 | Europei           | Budapest   | Marcia 20 km   | 9º        | 1h23'36"    |      |
| 1999 | Mondiali          | Siviglia   | Marcia 50 km   | 4º        | 3h51'55"    |      |
| 2000 | Giochi olimpici   | Sydney     | Marcia 50 km   | 4º        | 3h46'01"    |      |
| 2001 | Mondiali          | Edmonton   | Marcia 50 km   | 6º        | 3h48'28"    |      |

## Altre competizioni internazionali
1991
- 10º in Coppa del mondo di marcia ( San Jose), marcia 20 km - 1h21'56"

1993
- Argento in Coppa del mondo di marcia ( Monterrey), marcia 20 km - 1h24'32"

1997
- 19º in Coppa del mondo di marcia ( Poděbrady), marcia 20 km - 1h20'39"

1999
- 8º in Coppa del mondo di marcia ( Mézidon-Canon), marcia 50 km - 3h45'29"